# مارغريت روذرفورد
مارغريت روذرفورد (15 يونيو 1935 - ) (بالإنجليزية: Margaret Rutherford) هي لاعبة كريكت بريطانية.

## وصلات خارجية
- مارغريت روذرفورد على موقع إي آس بي آن كريك إنفو (الإنجليزية)